# أبو وردة
سانتوسو (بالإندونيسية: Santoso) (21 أغسطس 1976 - 18 يوليو 2016)، المعروف باسم أبو وردة، كان ناشطًا إسلاميًا إندونيسيًا وزعيم حركة مجاهدي شرق إندونيسيا. وقد بايع تنظيم الدولة الإسلامية في يوليو 2014. قُتل في 18 يوليو 2016 على يد الشرطة الإندونيسية بعد عامين من الاختباء في الأدغال بالقرب من بوسو، سولاوسي.

## تاريخه
ولد سانتوسو في 21 أغسطس 1976 في تينتينا، وسط سولاوسي، إندونيسيا. تقع تينتينا على بعد حوالي 7 ساعات بالحافلة من عاصمة سولاوسي الوسطى، بالو. تقع هذه البلدة الصغيرة ذات الأغلبية المسيحية على الشواطئ الشمالية لبحيرة بوسو. تينتينا لها تاريخ من الصراعات السابقة مع القرى الإسلامية المحيطة بها. 

### صراع بوسو
شارك في التدريبات العسكرية عام 2001. شارك في الجهاد خلال الصراع بين الأديان بين المسيحيين والمسلمين في بوسو من 1998 إلى 2001. ومعلوم أنه تأثر بخطب أبي بكر باعشير.
تقول بعض التقارير أنه درس الإسلام في مدرسة المكمن الإسلامية في منطقة نجروكي، سوراكارتا، جاوة الوسطى.
وفقًا لمقابلة مع آندي باسو طاهر، وهو صديق قديم لسانتوسو في قرية توكوروندو، تم القبض على سانتوسو في عام 2006 لسرقته عربة صندوقية في بلدة ساحلية في بوسو. تم سجنه لمدة عام. وبحسب ما قاله صديق سانتوسو، فقد أوقف سانتوسو التشدد لفترة من الوقت بعد خروجه من السجن و «أصبح بائعًا متجولًا يبيع السواطير وأدوات الطبخ والملابس».
وضعه نفس الصديق في قرية ماساني، وهي بلدة ساحلية في بوسو، في عام 2012، حيث من المفترض أن سانتوسو ظهر فجأة أثناء قراءة القرآن.

## مجاهدي شرق إندونيسيا
في وقت لاحق، ذهب سانتوسو إلى تامانجيكا حيث التقى بادو، المعروف باسم أروة. شارك كلاهما في قتل ضابطي شرطة في تامانجيكا في نوفمبر 2012. تم العثور على جثث العميد الأول آندي سابا والعميد سوديرمان في حفرة ضحلة مع شق حناجرهم. انسحب 300 ضابط وأفراد من الجيش من جونونج بيرو في تامانجيكا من المنطقة بعد فشلهم في العثور على سانتوسو.
في 10 يوليو 2013، ظهر سانتوسو في مقطع فيديو مدته ست دقائق تم نشره على موقع يوتيوب حيث وصف المفرزة 88، فرقة مكافحة لإرهاب التابعة للقوات الخاصة الإندونيسية، بأنها «عدو حقيقي، شيطان حقيقي». «إخواني في بوسو، لقد شعرت بمدى قسوة المفرزة 88 على هؤلاء الناس»، و «اليوم قرر الله تعالى أن الجهاد سيستمر حتى يوم القيامة»، كما يقول في الفيديو.

## تنظيم الدولة الإسلامية
تعهد سانتوسو بالولاء لتنظيم الدولة الإسلامية في يوليو 2014.
وفقًا لل بي بي سي، يُقال إن بهروم نعيم هو حلقة الوصل الرئيسية بين معهد ماساتشوستس للتكنولوجيا وداعش.

### العقوبات الأمريكية
في 22 مارس 2016، تعرض سانتوسو لعقوبات من قبل وزارة الخزانة الأمريكية.

### مطاردته
ذكرت صحيفة ذا جاكرتا بوست في 25 مارس 2016 أن «ما لا يقل عن 2500 من أفراد الجيش والشرطة الوطنية تم نشرهم منذ يناير، للبحث عن سانتوسو وحوالي 34 من أتباعه».
في 23 يونيو 2016، دعا محمد ناصر، الزعيم السابق لمنطيقي الثالث، سانتوسو إلى الاستسلام. «كفى سانتوسو، انزل إلى هنا، من الأفضل أن تسلم نفسك، وأن تتعاطف مع عائلتك. ليس لديك ما تصبو إليه».
في يناير 2016، كانت هناك تكهنات بأن سانتوسو ربما يكون قد قُتل بعد انتشار صورة جثة على نطاق واسع لكن قال المتحدث باسم الشرطة الوطنية، سوهارسونو، إن الجثة ليست جثة سانتوسو.

## موته
في 23 يوليو 2016، قالت الشرطة الوطنية الإندونيسية إن اختبارات الحمض النووي أكدت أن الجثة كانت لسانتوسو. قال الجنرال بوي رافلي عمار متحدث باسم الشرطة الوطنية: «من نتائج اختبار الحمض النووي، إنها إيجابية وأكدت أن إحدى الجثث هي لسانتوسو».

### جنازته
حضر جنازته آلاف الأشخاص، رفع العديد منهم أعلام تنظيم الدولة الإسلامية. سلط الإقبال الجماهيري الضوء على مدى دعم تنظيم الدولة الإسلامية في إندونيسيا. نُصبت لافتة عبر طريق صغير تؤدي إلى منزل والدي سانتوسو في قرية لاندانجان كُتب عليها «مرحباً بشهيد بوسو، سانتوسو الملقب بأبي وردة».

## حياته الشخصية
كان لسانتوسو زوجتان. الأولى هي سورياني، المعروفة باسم أم وردة. تعيش في كالورا، وسط سولاوسي. زوجته الثانية من بيما. هي أرملة أحد أعضاء المجاهدين الذي قُتل في تبادل لإطلاق النار مع الجيش الإندونيسي.